# Banque centrale de Gambie
Pour les articles homonymes, voir CBG.
La Banque centrale de Gambie (en anglais : Central Bank of The Gambia, CBG) est la banque centrale gambienne. Fondée en 1971, son siège principal se trouve à Banjul.

## Présentation
En tant que banque centrale, la CBG est chargée de fournir des services bancaires au gouvernement gambien, de gérer les taux d'intérêt et les changes, d'interagir avec les industries gambiennes, de soutenir la microfinance et de gérer la valeur de la monnaie du pays, le dalasi gambien. La banque est chargée de gérer la vente des obligations et des bons du Trésor gambiens sur le marché international des valeurs mobilières. Elle participe à des études économiques sur l'avenir de la Gambie et de l'Afrique de l'Ouest.
La CBG collabore avec la GIPFZA (Agence gambienne de promotion des investissements et des zones franches) à la création d'un parc commercial et industriel de 1,6 kilomètre carré près de l'aéroport international de Banjul.

## Liste des presidents
| Rang | Nom                            | Mandat                     |
| ---- | ------------------------------ | -------------------------- |
| 1er  | Horace Reginald Monday         | Mars 1971 - Novembre 1972  |
| 2e   | Sheriff Saikuba Sisay          | Décembre 1972 - Avril 1982 |
| 3e   | Thomas Gregory George Senghore | Mai 1982 - Février 1988    |
| 4e   | Mamour Malick Jagne            | ? - 1991 - ?               |
| 5e   | Abdou A. B. Njie               | ? - 1994                   |
| 6e   | Momodou Clarke Bajo            | 1994 - 2003                |
| 7e   | Famara Jatta                   | 2003 - 2007                |
| 8e   | Momodou Bamba Saho             | 2007 - 2010                |
| 9e   | Amadou Colley                  | 2010 - 2017                |
| 10e  | Bakary Jammeh                  | 2017 - 2020                |
| 11e  | Buah Saidy                     | Depuis le 1er octobre 2020 |